# Saint Mornrod
Saint Mornrod est un saint de Bretagne.
Il se fête le 24 janvier. 

## Hagiographie
Malo-Joseph de Garaby décrit en détail la vie de saint Mornrod dans son livre publié en 1839 : la vie des bienheureux et des saints de Bretagne, pour tous les jours de l'année. 

« Il naquit en Bretagne vers le commencement du VIe siècle, et profita des leçons et des exemples des saints qui remplissaient alors sa patrie, pour se donner de bonne heure à Dieu. Il se distingua tellement par ses connaissances et ses perfections, qu'il fut chargé de la conduite d'un monastère au pays de Léon. Il était ami de saint Hervé, des abbés saint Conogan et saint Majan et de plusieurs autres grands serviteurs de Dieu. Ces hommes zélés pour le bien s'entretenaient dans une sainte émulation pour les bonnes œuvres de toute espèce. Il assista le 23 juin 568 aux funérailles de saint Hervé, et continua de prier pour le repos de son âme. Il avait cette charité que la religion nous commande d'étendre sur tous les vivants et sur les morts qui peuvent profiter de nos suffrages. Sa vie fut consacrée au soulagement de toutes les misères, à l'instruction et à l'édification des fidèles. »

— Malo-Joseph de Garaby, Vie des bienheureux et des saints de Bretagne, pour tous les jours de l'année, 1839,